# アルデグンデス・デ・ブラガンサ
アルデグンデス・デ・ブラガンサ（Aldegundes de Bragança, Duquesa de Guimarães, 1858年11月10日 - 1946年4月15日）は、ポルトガルの廃王ミゲル1世とその妻のレーヴェンシュタイン＝ヴェルトハイム＝ローゼンベルク侯女アーデルハイトの間の四女。のちミゲリスタ派の摂政を務めた。ブルボン＝パルマ家の公子であるバルディ伯エンリコの妻。

## 生涯
亡命者の身の上だったミゲル1世の6人の娘の一人として、ドイツのヴェルトハイム近郊の村ブロンバッハで生まれた。アルデグンデスは1876年10月15日、オーストリアのザルツブルクでパルマ公カルロ3世の次男であるバルディ伯爵エンリコと結婚した。エンリコは最初の妻であった両シチリア王女マリーア・ルイーザを結婚後わずか3カ月で亡くしており、アルデグンデスとの結婚は再婚だった。アルデグンデスは9度妊娠したが全て流産に終り、バルディ伯爵夫妻は子供がいないことを深く悲しんでいたという。
1920年、アルデグンデスの兄のミゲルがミゲリスタ派のポルトガル王位請求者の地位を退いたため、その末息子ドゥアルテ・ヌノがわずか12歳で「ミゲリスタの王」となった。このときアルデグンデスは甥ドゥアルテ・ヌノの摂政に任じられ、1928年まで後見役を務めた。ミゲリスタ派摂政となった1920年、アルデグンデスはドゥアルテ・ヌノによりギマランイス公爵夫人 (Duquesa de Guimarães) とされた。ギマランイス公爵位はブラガンサ家の家長が保持する称号の一つであった。1921年、アルデグンデスはブラガンサ家によるポルトガルの王政復古の実現に向けたマニフェストを発表している。
アルデグンデスは1905年に夫バルディ伯爵と死別して以後はスイスのベルンで暮らし、1946年にベルン近郊のグンテンで死んだ。